# Керол Денверс
Керол Денверс (англ. Carol Danvers) — супергероїня з коміксів американського видавництва Marvel. Створена автором Роєм Томасом і намальована художником Джином Коланом. Майор Керол Денверс вперше з'явилася як військовий Повітряних сил США у Marvel Super-Heroes № 13 (березень 1968) і дебютувала як перше втілення Міс Марвел у Ms. Marvel № 1 (січень 1977) після того, як з'єднання генів людини та чужорідних кріі дало їй надлюдські сили. Дебютувавши під час Срібного віку коміксів, персонаж з'явився в однойменній серії наприкінці 1970-х, перш ніж стати асоційованим з командами супергероїв Месники та Люди Ікс. Цей персонаж також відомий як Подвійна зірка (англ. Binary), Птаха війни (англ. Warbird) і Капітан Марвел (англ. Captain Marvel) в різні моменти її історії, і був представлений в інших ліцензованих продуктах Marvel, включаючи відеоігри, мультсеріали та такі товари, як колекційни картки.
Керол Денверс була названа «найбільшим жіночим героєм Marvel», «феміністичною іконою», і, «можливо, наймогутнішим Месником Marvel». Вона зайняла двадцять дев'яте місце в рейтингу Comics Buyer's Guide «100 найсексуальніших жінок у коміксах», а також одинадцяте місце у списку IGN «Топ-50 Месників».
Marvel Studios спродюсувала фільм під назвою «Капітан Марвел» з Брі Ларсон у головній ролі, прем'єра якого відбулася 27 лютого 2019 у Лондоні. Ларсон також з'явиться у ролі Денверс у «Месниках 4».

## Історія публікації

### 1960-ті
Персонажка дебютувала у коміксі Marvel Super-Heroes як офіцерка Повітряних сил США і начальниця служби безпеки військової бази обмеженого доступа, де Денверс зустрічає доктора Вальтера Лоусона, що є людським псевдонімом позаземного героя кріі Капітана Марвел. У наступній історії Денверс вражає вибух пристрою крі після спроби наблизитися до Капітана Марвел. Хоча Капітан Марвел зумів врятувати її життя, Денверс зазнає серйозних травм.

### 1970-ті

Керол Денверс як Міс Марвел на обкладинці Ms. Marvel № 1 (січень 1977). Малюнок Джона Роміти ст..

Денверс знову з'являється з надлюдськими здібностями і стає героїнею Міс Марвел в однойменній серії у січні 1977, автор якої спочатку був Джеррі Конвей, а потім Кріс Клермонт. У серії виявляється, що виділення енергії під час вибуху пристрою «Психо-магнетрон» стало причиною з'єднання генетичної структури Денверс з тією, яку мав Капітан Марвел, перетворив її в гібрид людини-крі. Міс Марвел мала серію напіврегулярних появ в The Avengers і додаткові появи з Захисниками, Людиною-павуком, Істотою та Залізною людиною. В одній з цих історій, мутант-терорист Містік вбила Майкла Барнетта, коханого Міс Марвел.
На момент публікації Ms. Marvel № 1 в 1977, комікс був самосвідомо зроблений соціально-прогресивним для свого часу. Це знайшло відображення у використанні слова «Міз», асоційоване тоді з феміністичним рухом, і боротьбі Денверс за рівну плату за рівну роботу в її громадянському житті.

### 1980-ті
У The Avengers № 200 (жовтень 1980), Міс Марвел викрадає персонаж на ім'я Маркус (ймовірний син Іммортуса, ворога Месників) і забирає до альтернативного виміру де їй промивають мозок, спокушають і запліднюють. Вона народжує на Землі дитину, яка швидко дорослішає і стає іншою версією Маркуса, який зрештою не в змозі залишатися на Землі після того, як Соколине Око помилково пошкоджує його апарат, забирає Міс Марвел назад до альтернативного виміру без протидії з боку Месників, які вважають, що Міс Марвел і Маркус закохалися. Історик коміксів Керол А. Стрікленд розкритикувала сюжетну лінію в есе під назвою «Зґвалтування Міс Марвел». Посилаючись на фразу Маркуса: «Нарешті, після відносних тижнів таких зусиль — і, звичайно, з вправним прискоренням апаратів Іммортуса — ти стала моєю», Стрікленд ствердила, що запліднення Міс Марвел було звичайним зґвалтуванням під іншим ім'ям. Кріс Клермонт, як колишній автор сольного коміксу, також прокоментував недоцільність сюжетної лінії.
Клермонт фактично «анулював» історію про Маркуса в Avengers Annual № 10 (1981). В цій сюжетній лінії виявляється, що завдяки технології Іммортуса, Денверс повернулася на Землю після того, як Маркус зістарився і помер, але її атакує мутант Роуг, яка назавжди поглинає здібності та спогади героїні. Професор Ікс відновлює пам'ять Денверс і стається гнівна конфронтація з Месниками про їх нездатність усвідомити, що Маркус промив їй мізки. Клермонт продовжував розвивати персонаж у коміксі Uncanny X-Men. Денверс проникає до Пентагону і, стерев урядові файли на Людей Ікс, також видаляє всі записи про себе, символічно закінчивши своє життя як Міс Марвел. Під час пригод в космосі з Людьми Ікс, Денверс отримує нові здібності внаслідок експерименту позаземної раси брудів і стає героїнею на ім'я Подвійна зірка. Використовуючи силу космічного явища, яке називається білою дірою, Денверс стає здатною генерувати потужність зірки. Як Подвійна зірка, персонаж має ряд зустрічей з Людьми Ікс, Новими Мутантами, британською командою Екскалібур, а також сольну пригоду.

Перша поява Керол Денверс як Подвійної зірки на обкладинці Uncanny X-Men № 164 (грудень 1982). Малюнок Дейв Кокрум.

Клермонт розширив інцидент з персонажем Роуг, коли особа Керол Денверс проявила себе в розумі Роуг, іноді переборюючи особистість Роуг. Це трапляється з Роуг кілька разів, що призводить до непростого перемир'я між особами, що знаходяться в розумі Роуг. Після того, як Роуг проходить через стародавній надприродний вхід під назвою «Згубне сидіння», особа Міс Марвел відокремлюється від неї як незалежна персона. У тому ж номері, її вбиває Магнето.

### 1990-ті
Персонажка продовжувала одноразово з'являтись, і два додаткові випуски, заплановані для оригінального коміксу було надруковано в квартальній серія антології. У тому ж році героїня активно присутня в сюжетній лінії «Операція “Галактичний шторм”». За підсумками цієї історії, персонажка втрачає зв'язок з білою дірою, з якої черпала сили, повернувшись до використання початкових здібностей Міс Марвел, але зберігши здатності до маніпуляції енергією та поглинання, які вона мала як Подвійна зірка, хоч і в меншій мірі.
Після кількох інших командних та сольних появ, персонажка знову приєднується до Месників під новим псевдонімом Птаха війни. Автор Курт Бусіек додає новий аспект до персонажки і робить її алкоголічкою, яка намагається змиритися з втратою своїх спогадів і космічних сил. Денверс опановує себе під час сюжетної лінії «Живи крі або помри» і згодом припиняє активну діяльність.
Після короткої появи в альтернативному всесвіті Marvel What If…?, персонажка була представлена в Iron Man, Wolverine та The Avengers, перш ніж з'явитися в Mutant X.

### 2000-ті

Керол Денверс як Міс Марвел на обкладинці Ms. Marvel том 2, № 1 (березень 2006). Малюнок Френк Чо.

Персонажка була представлена як «Капітан Марвел» у фальшивій реальності, створеній мутанткою Багряною відьмою в обмеженій серії «День М». Ця реальність спіткала підсвідома бажання Денверс бути прийнятою, оскільки вона стала найпопулярнішою з супергероїв на Землі. Міс Марвел знову стала популярною, коли персонажка отримала другий однойменний том. Разом з соратником в Месниках, Залізною людиною, Денверс також стає головною захисницею Законів про реєстрацію надлюдей під час подій сюжетної лінії «Громадянська війна» у 2006-07. Історія також триває у власному коміксі Міс Марвел, де вона бореться з антиреєстраційними героями під проводом Капітана Америки.
Сюжетна лінія має серйозні наслідки для Нових Месників, спричинивши розкол команди, а про-реєстраційні герої, у тому числі і Марвел, утворюють власну команду, яка дебютувала в The Mighty Avengers. Денверс вступає у стосунки з соратником Диво-людиною, з'являється в кросовері з  роботами Трансформери і стає лідеркою Могутніх Месників. Домовляється з Тоні Старком, директором Щ.И.Т., для очолення ударної команди під назвою «Операція “Блискавка”», місія якої полягає у ліквідації суперлиходіїв, перш ніж вони стануть глобальною загрозою.
Міс Марвел була захоплена брудами на острові Монстер, після чого знайшла Королеву брудів. В результаті напруженої конфронтації Марвел тимчасово втратила свої здібності та мала битися з Королевою як Керол Денверс, і, в один момент була позбавлена свого цивільного одягу та змушена дрейфувати в космосі, поки знову не отримала сили назад.
Міс Марвел також відіграє важливу роль в обмеженій серії «Secret Invasion» (2008) проти позаземної раси скруллів, які мають здатність до зміни зовнішності. Вона здружується зі скруллом, який прийняв вигляд Капітана Марвел і доводить йому, що вона не скрулл, розкривши інтимні подробиці їх спільного життя. Після закінчення війни зі скруллами відповідальність за зареєстровану команду Месників покладена на Нормана Озборна. Відмовившись служити під Озборном, Міс Марвел полишає Вежу Месників і приєднується до Нових Месників, стаючи заступницею командувача. Озборн призначає колишнього члена Громовержців, Місячного каменя, «новою» Міс Марвел у своїй команді Темних Месників; Місячний камінь носить варіацію оригінального костюму Міс Марвел. Озборн підлаштовує битву, яка призводить до перевантаження здібностей Денверс, викликаючи її гадану смерть. Місячний камінь займає головну роль у коміксі про Міс Марвел. Денверс повертається за допомогою Нових Месників, групи ембріонів МОДОК (творінь організації А.І.М.), і персонажа, відомого як «Розповідник», та повертає титул Міс Марвел від Місячного каменя.
Більш широке використання Керол Денверс як видатну персонажку  в багатьох сюжетах протягом цього десятиліття зрештою спонукало одного коментатора відзначити, що «зараз вона є головною героїнею “Будинку ідей”».

### 2010-ті
У заключній частині другого тому Міс Марвел, Керол Денверс б'ється зі своїм запеклим ворогом Містік і клоном Капітана Марвел, створеним скруллами під час «Секретного вторгнення», після того, як вони здійснили цілий ряд трагедій у храмах, що належали до Церкви Хала, присвяченої Мар-Веллу. Денверс пізніше допомагає союзним силам Стіва Роджерса в битві проти Залізного патріота (Нормана Озборна) під час Облоги Асгарда. Денверс також починає розвивати дружні відносини з Людиною-павуком. Хоча він дратує її в перший раз їхньої співпраці, двоє стають ближчими, коли він допомагає їй у сюжетній лінії «Темне правління», і пізніше вона визнає, що має до нього почуття. Після завершення сюжету «Облога», Міс Марвел повертається як постійний персонаж у другому томі про Нових Месників.
У липні 2012, Керол Денверс взяла на себе повноваження Капітана Марвел в серії, написаній Келлі Сью Деконнік з малюнками Декстера Соя, і досліджує своє власне минуле. Описуючи ідею для серії, Деконнік сказала, що її можна «в значній мірі охарактеризувати як “Керол Денверс в ролі Чака Єгера”». Вона сказала, що в серії розглядатиметься те, що значить легенда Капітана Марвел для Денверс, як вона опанує це та як відреагує інша частина всесвіту Marvel.
Денверс знову приєдналася до головної команди Месників як Капітан Марвел у п'ятому томі The Avengers та спін-офі Avengers Assemble, також написаними Деконнік. Редактор Лорен Санкович зазначила, що редакторам Marvel сподобалась робота Деконнік і що її приєднання до команди «додасть трохи жіночої міці в команду Месників». Деконнік сказала: «Ви можете знати — я маю певну прихильність до [Керол Денверс]. І я вирішила: “Ну, якщо я тепер приймаю рішення, для неї також знайдеться вільне місце”».
У 2013, Керол Денверс з'явилася разом з Месниками в серії-кросовері «Сутичка з собою». У цій історії, Денверс та її соратники в Месниках б'ються з Йон-Роггом, командиром крі, який був відповідальним за вибух, унаслідок якого Денверс отримала свої сили, і в перемозі над крі Денверс втрачає своє спогади. У листопаді, Marvel оголосила, що Денверс приєднається до Вартових галактики, починаючи в номері Free Comic Book Day: Guardians of the Galaxy (травень 2014), написаному Брайаном Майклом Бендісом та намальованому Сарою Пічеллі. У березні 2014, Marvel запустила восьмий том Captain Marvel з Денверс у ключовій ролі, знову написаним Деконнік, але намальованим художником Давидом Лопесом. Деконнік сказала: «Велика різниця полягає в тому, що ми облаштувалися в Ньй-Йорку у попередньому томі; принаймні в його останній частині. У новому [випуску] Captain Marvel № 1, ми починаємо в Нью-Йорку, але після цього ми відправляємо її у космос. Керол проводитиме час поза планетою».
Під час кросовер-події «Таємні війни», Денверс з'явилася у своїй власній, пов'язаній з кросовером, серії, Captain Marvel and the Carol Corps, яка написана Деконнік і Келлі Томпсон та намальована Лопесом. У серії, Денверс командує елітним жіночим ескадроном льотчиків-винищувачів, розташованим на авіабазі Хала, де вона єдина володіє надлюдськими здібностями; це переконує корпус допомогти Денверс знайти відповідь на питання про її походження, що створює конфлікт між нею і контролюючими силами Світу битв. Також, під час подій «Таємних воєн», Денверс з'являється як член Загону М, жіночої команди Месників у Світі битв. Серія, написана Г. Віллоу Вілсон, продовжилася з Денверс в ключовій ролі в перезапуску All-New, All-Different Marvel після завершення «Таємних воєн».
З жовтня 2015, Денверс з'явилася у дев'ятому томі Captain Marvel, написаному Тарою Баттерс та Мішель Фазекас, шоуранерами телесеріалу «Агент Картер», з ілюстраціями Кріса Анки, як частина All-New, All-Different Marvel. В серії, дії якої відбуваються через вісім місяців після «Таємних воєн», Денверс приймає на себе обов'язки командувача М.Е.Ч., військового агентства, якому раніше призначався захист Землі від міжгалактичних загроз. Редактор Сана Аманат сказала: «Це, насправді, означає наступний рівень для Капітана Марвел. Керол, насправді, є солдатом і командиром, а також дипломатом. Ми дійсно намагаємося розбудувати цей космічний комплекс і цей космічний світ». У цей час, Денверс також приєдналася до Абсолютних. Автор серії Ел Юенг сказав: «Керол наразі керує Загоном Альфа, який є провідним космічним агентством Землі. [Вона] бачила всі сторони супергеройських справ, і вийшла з іншого боку. Зараз, Керол піднесена, в культурному сенсі, знаходиться як у всесвіті, так і за його межами… Історія Керол в Абсолютних багато в чому стосується її зв'язків зі звичайним супергеройським світом та спроби побудувати міст між цим світом і світом Абсолютних».
У 2016, Денверс відіграла провідну роль у кросовері «Друга громадянська війна», написаному Брайаном Майклом Бендісом і намальованому Девідом Маркесом, як лідер фракції супергероїв, яка бажає використати здатність передбачення Улісса для профілювання майбутніх злочинів, перш ніж вони стаються. Стосовно її позиції, Бендіс заявив: «З точки зору Керол, вони думає: “Ви кажете мені, що світ все еще обертається в кінці дня, і кожен в безпеці? Мені все одно… Якщо це вбереже нас, це добре”». Після завершення «Другої громадянської війни», Денверс з'явилася у коміксі The Mighty Captain Marvel, написаному Маргарет Штоль і намальованому Реймоном Росанас, де ім'я Денверс стає прозивним. Штоль пояснила: «Вона буде одним з найпопулярніших героїв на планеті, але їй не дуже комфортно це. І, звичайно, вона втратила багатьох людей, котрих вона любила, так що їй доводиться справлятися з цим також. При цьому, вона як і раніше має роботу як командир Загону Альфа. Її остання місія — це відбір і підготовка нових курсантів. Це також принесе з собою таємничу небезпеку, яка загрожує всьому, що створила Керол».
В липні 2018, запланований вихід нової серії про Денверс під назвою «Життя Капітана Марвел» (англ. The Life of Captain Marvel), написаної Штоль та намальованої художником Карлосом Пачеко. Серія описується як «переказ» історії походження Денверс, але Штоль наполягає на тому, що це не «переосмислення», пояснюючи: «Ви дивитеся під іншим кутом. Це не те, що ви очікуєте, і не те, що ви бачили, але там будуть частини її життя, які змінюють контекст того, що ви бачили раніше, так що це розповідь іншої сторони історії, про те, як вона стала собою». Штоль також заявила, що в серії будуть схожості з майбутнім фільмом, але він є «власною річчю».

## Сили і здібності
Керол Денверс спочатку мала надлюдську силу, витривалість, здатність літати, фізичну довговічність, обмежене «сьоме відчуття» передбачення та ідеально об'єднану фізіологію людини/крі, що зробила її стійкою до більшості токсинів та отрут. Як Подвійна зірка, персонаж міг використовувати енергію «білої діри», дозволяючи повністю контролювати і маніпулювати зоряною енергією, а отже контролювати тепло, електромагнітний спектр і гравітацію. Подорожі на швидкості світла та здатність виживати у вакуумі космосу також були можливими.
Хоча зв'язок з білою дірою врешті-решт припинився, Денверс зберігає свої сили Подвійної зірки в меншій мірі, що дозволяє їй як поглинати енергію, так і проектувати її у фотонній формі. Вона все ще може вижити в космічному просторі. Хоча їй бракує постійного джерела енергії для підтримки здібностей на своєму попередньому космічному рівні, вона може тимчасово прийняти форму Подвійної зірки, якщо отримає досить високе надходження енергії.
Денверс володіє надлюдською силою і довговічністю, здатна літати приблизно в шість разів швидше звуку, має шосте відчуття і може випускати вибухові хвилі променистої енергії з кінчиків своїх пальців. Вона також демонструє здатність поглинати інші форми енергії, такі як електричний струм, для подальшого збільшення її сил та енергії, аж до дії вибухонебезпечної ядерної зброї. При достатньому посиленні, вона може витримати тиск з вагою у 92 тонни і завдати удару з однаковим рівнем сили, хоча Генк Пім припустив, що це, ймовірно, не є її межею. Денверс не може поглинути магічну енергію без наслідків, однак вона допомогла доктору Стівену Стренджу перемогти містичного загрозливого сера Воррена Травелера.
Керол Денверс також є винятковим шпигунським агентом, льотчиком, рукопашним бійцем і майстром.